# Utódok: A királyi esküvő
Az Utódok: A királyi esküvő (eredeti cím: Descendants: The Royal Wedding) 2021-ben bemutatott amerikai számítógépes animációs musical film, amelyet Salvador Simó rendezett.
Amerikában 2021. augusztus 13-án, míg Magyarországon 2021. november 20-án a Disney Csatornán mutatta be.

## Cselekmény
Mal és Ben a nagy napra készülnek, végre összeházasodnak! De megérkezik Hádész és katasztrófában fullad az esemény. Mal és barátai elutaznak az Elveszettek szigetére, és megkeresik Hádészt, majd megoldják a problémát, hogy megtarthassák az esküvőt.

## Szereplők
| Szereplő          | Eredeti hang       | Magyar hang        | Mese                     | Mesebeli szülő                |
| ----------------- | ------------------ | ------------------ | ------------------------ | ----------------------------- |
| Mal               | Dove Cameron       | Bogdányi Titanilla | Csipkerózsika            | Demóna és Hádész              |
| Jay               | Booboo Stewart     | Baráth István      | Aladdin                  | Jafar                         |
| Evie              | Sofia Carson       | Kardos Eszter      | Hófehérke és a hét törpe | Boszorka                      |
| Uma               | China Anne McClain | Csifó Dorina       | A kis hableány           | Ursula                        |
| Ben király        | Mitchell Hope      | Czető Roland       | Szépség és a Szörnyeteg  | Belle és Szörnyeteg           |
| Chad              | Jedidiah Goodacre  | Szatory Dávid      | Hamupipőke               | Hamupipőke és Szőke herceg    |
| Audrey            | Sarah Jeffrey      | Gulás Fanni        | Csipkerózsika            | Csipkerózsika és Fülöp herceg |
| Szörnyeteg        | Dan Payne          | Király Adrián      | Szépség és a Szörnyeteg  | -                             |
| Dizzy             | Anna Cathcart      | Pál Zsófia         | Hamupipőke               | Drizella                      |
| Tündérkeresztanya | Melanie Paxson     | Sallai Nóra        | Hamupipőke               | -                             |
| Haver             | Bobby Moynihan     | Szokol Péter       | -                        | -                             |
| Hadész            | Cheyenne Jackson   | Posta Victor       | Herkules                 | -                             |
| Belle             | Nem beszél         | Nem beszél         | Szépség és a Szörnyeteg  | -                             |
| Demóna            | Nem beszél         | Nem beszél         | Csipkerózsika            | -                             |
| Pech              | Nem beszél         | Nem beszél         | Herkules                 | -                             |
| Pánik             | Nem beszél         | Nem beszél         | Herkules                 | -                             |

### Magyar változat
- Felolvasó: Bordi András
- Magyar szöveg: Imri László
- Hangmérnök és vágó: Bogdán Gergő
- Gyártásvezető: Rába Ildikó
- Szinkronrendező: Dobay Brigitta
- Produkciós vezető: Orosz Katalin

A szinkront az SDI Media Hungary készítette.

## Gyártás
2021 márciusában a Disney Channel bejelentett, hogy egy animációs különkiadás készül az Utódok című filmből, amely a harmadik rész eseményei után játszódik.
Megerősítést nyert, hogy a szereplők nagy része visszatér a filmbe. E filmet is Cameron Boyce emlékére ajánlották fel.